# Hokkaidō Shimbun
Die Hokkaidō Shimbun (jap. 北海道新聞, abgekürzt 道新 Dōshin) ist eine japanische, regionale Tageszeitung in Hokkaidō. Ihre Auflage betrug 2006 noch rund 1.214.000 (Morgenausgaben) + 657.000 (Abendausgaben), inzwischen liegt die weniger als 850.000 Exemplare. Herausgegeben wird sie vom gleichnamigen Verlag, der K.K. Hokkaidō Shimbunsha (株式会社北海道新聞社, engl. “The Hokkaido Shimbun Press”) mit Sitz in der Hauptstadt Sapporo. Zum Verlag gehört auch die seit 1982 erscheinende Sportzeitung Dōshin Sports (道新スポーツ).
Die Hokkaidō Shimbun gehört zu den sogenannten „Block-Blättern“ (ブロック紙 burokku-shi); das waren ursprünglich Regionalzeitungen, die während des Pazifikkriegs zur leichteren Kontrolle der Presselandschaft unter Druck der Regierung (Innenministerium) geschaffen worden waren: Es sollte drei landesweite, zwei überregionale Wirtschafts- und darunter nur Präfekturzeitungen (Direktive 一県一紙 ikken isshi, „Eine Präfektur, eine Zeitung“) sowie einige wenige Regionalzeitungen jeweils für mehrere Präfekturen geben. Diese ursprünglichen „Block-Blätter“ teilten auch nach dem Krieg einen Großteil des Regionalzeitungsmarkts unter sich auf. Heute bezeichnet man damit generell große Regionalzeitungen oberhalb einer bestimmten Auflage mit einer führenden Stellung in ihrer Region. Die Hokkaidō Shimbun entstand 1942 durch die Vereinigung von zwölf Zeitungen in Hokkaidō. Der älteste Vorläufer, die Hokkai Shimbun (北海新聞) datierte auf das Jahr 1887; diese wurde zum 1. November 1942 vereinigt mit: Hokkai Times (北海タイムス), Otaru Shimbun (小樽新聞), Shin Hakodate (新函館), Muroran Nippō (室蘭日報), Asahikawa Shimbun (旭川新聞), Asahikawa Times (旭川タイムス), Kitami Shimbun (北見新聞), Tokachi Mainichi Shimbun (十勝毎日新聞), Abashiri Shimpō (網走新報), Kushiro Shimbun (釧路新聞) und Nemuro Shimbun (根室新聞).